# Juan Velázquez de Velasco
Juan Velázquez de Velasco y Enríquez (Valladolid, ca. 1550 - ca. 1620) fue un militar espía español (espía mayor de la corte desde 1599 bajo las órdenes de Felipe III). Entre sus cargos tuvo el de ser capitán de infantería de Nápoles al mando de Juan de Austria. Posteriormente sería capitán general de la provincia de Guipúzcoa y comendador de Peña Ausende en la Orden de Santiago, de la que fue caballero. 

## Filiación
Nació en Valladolid hacia 1550, siendo hijo primogénito de Gutierre Velázquez de Cuéllar y Velasco, II señor de Villavaquerín y La Sinova, pregonero mayor de Castilla y comendador de La Membrilla, y de su mujer María Enríquez de Acuña, prima hermana de Fernando el Católico, por ser hija de Lope Vázquez de Acuña, conde de Buendía, y de Inés Enríquez de Quiñones.
Heredó los señoríos de su padre, y fue caballero de la Orden de Santiago, alguacil mayor de la Real Audiencia y Chancillería de Valladolid y alcaide del castillo de Fuenterrabía.

## Carrera
A finales del siglo XVI establece una vasta red de agentes y confidentes bajo su mando, el cargo se inicia oficialmente en enero de 1599. Anteriormente fue elegido Capitán General de la provincia de Guipúzcoa por vacante de don Fernando Hurtado de Mendoza el 20 de diciembre de 1590. Su hijo Andrés le sucedería en los cargos de espía mayor de la corte.